# Mammal Species of the World
Mammal Species of the World (en català, Espècies de mamífers del món), actualment en la seva 3a edició, és un llibre de referències de zoologia, que dona descripcions i dades bibliogràfiques de les espècies conegudes de mamífers.
A finals del 2005 se'n va publicar una tercera edició actualitzada. El seu contingut és consultable a la xarxa.